# Hypopyra villicosta
Hypopyra villicosta är en fjärilsart som beskrevs av Louis Beethoven Prout 1919. Hypopyra villicosta ingår i släktet Hypopyra och familjen nattflyn. Inga underarter finns listade i Catalogue of Life.